# 76-mm-Feldkanone M1900
Die 76-mm-Feldkanone M1900 (russisch 76-мм пушка образца 1900 года), auch 76-mm-Feldkanone Putilow M1900 genannt, war ein leichtes Schnellfeuergeschütz des Kaiserlich Russischen Heeres. Es wurde im Russisch-Japanischen Krieg, Ersten Weltkrieg, Finnischen Bürgerkrieg, Russischen Bürgerkrieg und im Polnisch-Sowjetischen Krieg verwendet.

## Geschichte

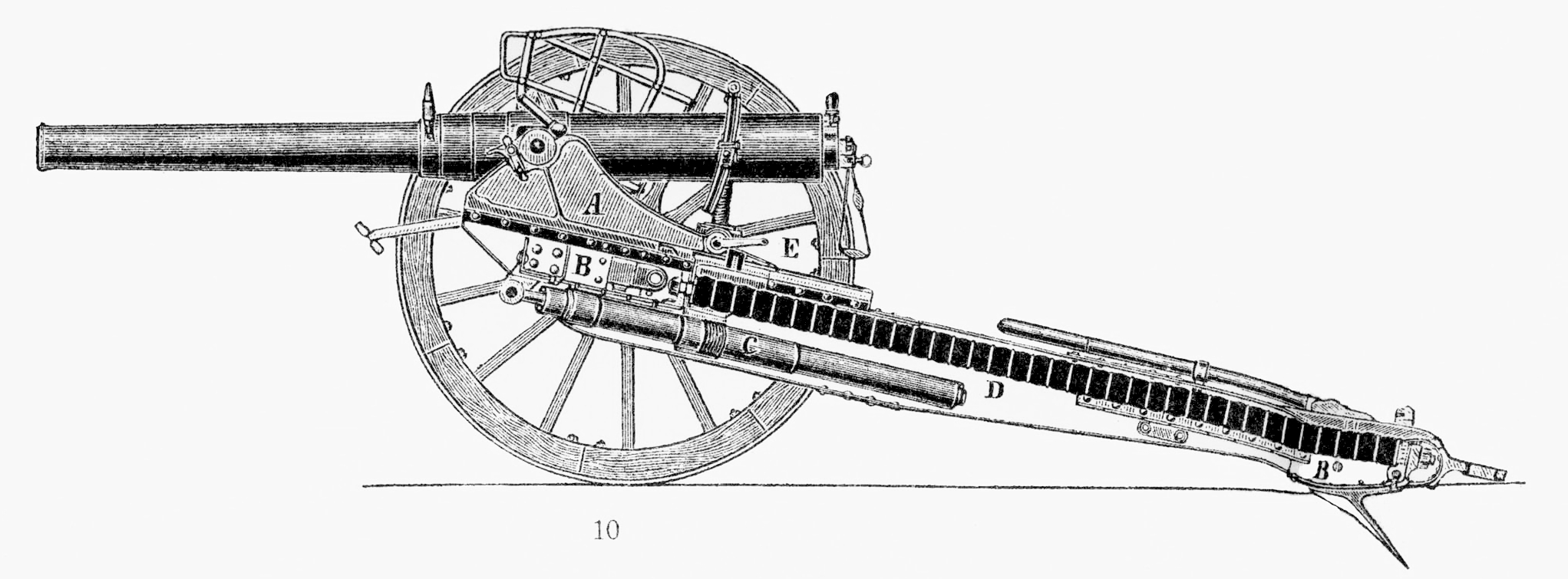
Querschnitt des M1900. Deutlich ist die getrennte Ober- und Unterlafette zu erkennen, die den Rückstoß des Geschützes auffing.

Die 76-mm-Feldkanone M1900 wurde 1900 von Ingenieuren der Putilow-Werke entwickelt. Die russische Armee hatte seit 1898 ein Geschütz ausgeschrieben, für das sich Krupp, Shamona und Schneider beworben hatte. Die Putilow-Werke erhielten jedoch den Zuschlag und somit wurde das M1900 das erste russische 7,62-cm-Geschütz (3 Zoll), sowie das erste russische Geschütz mit Rohrrücklauf – was einen festen Stand beim Schuss ermöglichte.
Die Geschütze wurden unter anderem in der St. Petersburger Waffenfabrik gefertigt.
Im Russisch-Japanischen Krieg 1904/05 wurde das Geschütz zum ersten Mal eingesetzt, unter anderem bei der 6. Ostsibirischen Schützenartilleriebrigade (3. Sibirisches Armeekorps), und war seinem japanischen Gegenstück, dem 75-mm-Feldgeschütz Typ 31, in Kadenz und Reichweite deutlich überlegen. Allerdings kompensierten die Japaner dies durch eine numerische Überlegenheit bei den Geschützen.
Weitere Anwendung fand das Geschütz im Ersten Weltkrieg. Obwohl veraltet und bereits in die Arsenale verbannt, wurde es wieder an die Truppe ausgegeben, um die hohen Ausfälle an Geschützen auszugleichen. Auch im Russischen Bürgerkrieg wurde es eingesetzt und nach dem Sieg der Bolschewiken verkauften oder übergaben diese das Geschütz an baltische Staaten wie Finnland oder Polen. Die Polen verringerten das Kaliber auf 75 mm, um es dem Rest seines Geschützparks, das hauptsächlich aus französischen 75ern bestand, anzupassen.

## Beschreibung
Das M1900 war mit einer hydromechanischen Rohrrücklauf- und Vorhohlvorrichtung versehen. Es hatte eine Ober- und eine Unterlafette. Die Oberlafette war beweglich und glitt – verankert in einer Nut – in einer Schiene auf der Unterlafette vor und zurück. Im Holm war ein Rohr, gefüllt mit Öl, als Rücklaufbremse eingelassen. In diesem Rohr befanden sich 40 Gummiringe, die beim Abfeuern zusammengedrückt wurden und den Rückstoß abfederten, um danach die Oberlafette wieder nach vorne in Feuerposition zu bringen. Das Geschützrohr war mit einer Wärmedämmung versehen. In Feuerstellung wog das Geschütz etwas über eine Tonne. Anfangs ohne einen Schutzschild versehen, wurde später einer hinzugefügt, allerdings erhöhte der Schutzschild das Gewicht des Geschützes. Die maximale Reichweite lag bei 8.500 Metern und die effektive Reichweite bei ca. 7.500 Metern.
Der Verschlussblock war mit einem sogenannten Schubkurbelverschluss versehen, dem ersten in einem russischen Geschütz. Der Rückstoßmechanismus erwies sich jedoch als unzureichend und deswegen wurde das M1900 nur in kleinen Stückzahlen gefertigt. Das M1900 wurde weiterentwickelt und bereits 1902 folgte das 76-mm-Divisionsgeschütz M1902. Beide Geschützversionen, M1900 und M1902, wurden ab 1903 an die Truppe ausgegeben.

## Galerie

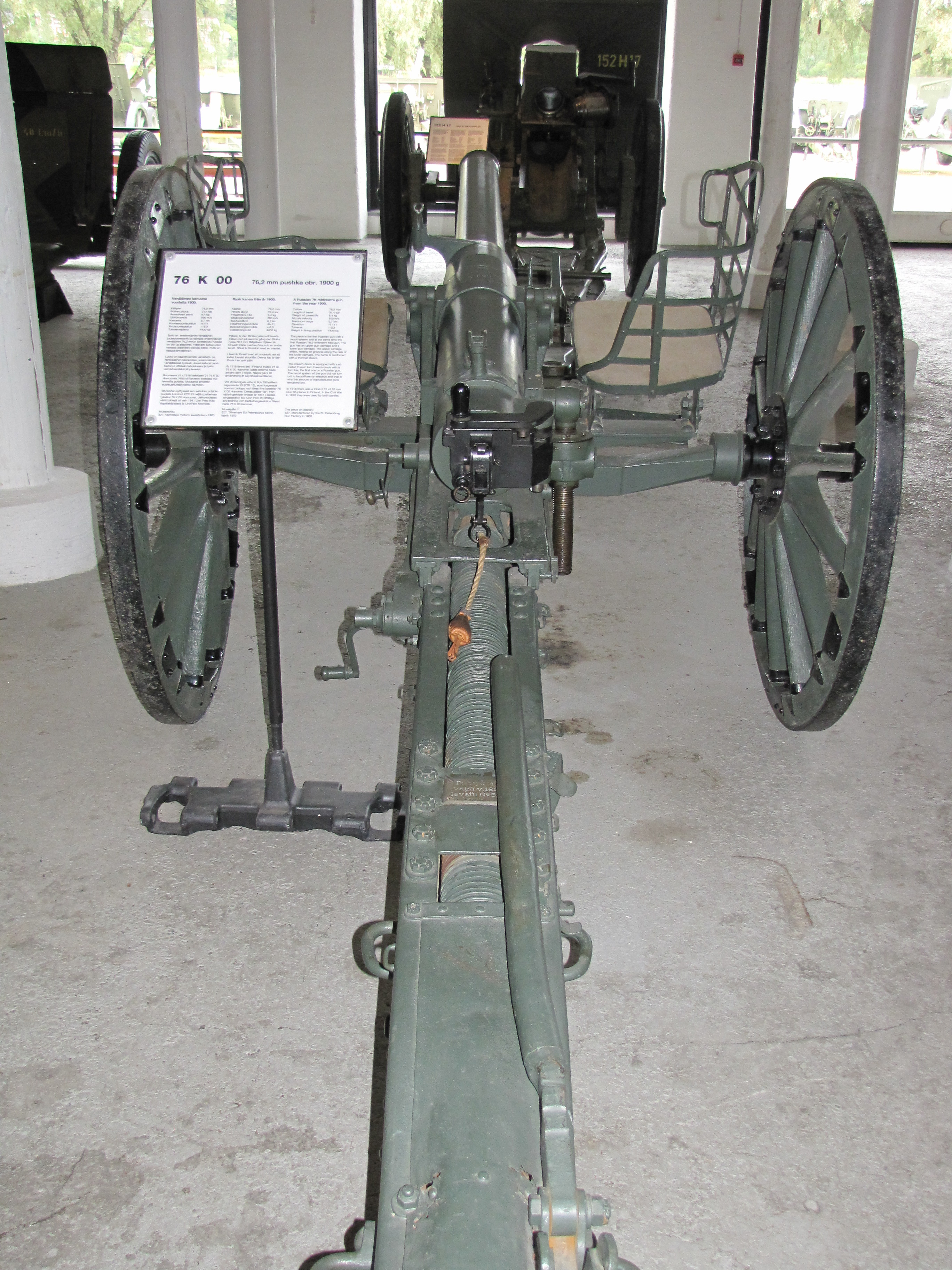
Ein M1900 im Finnischen Artilleriemuseum Hämeenlinna
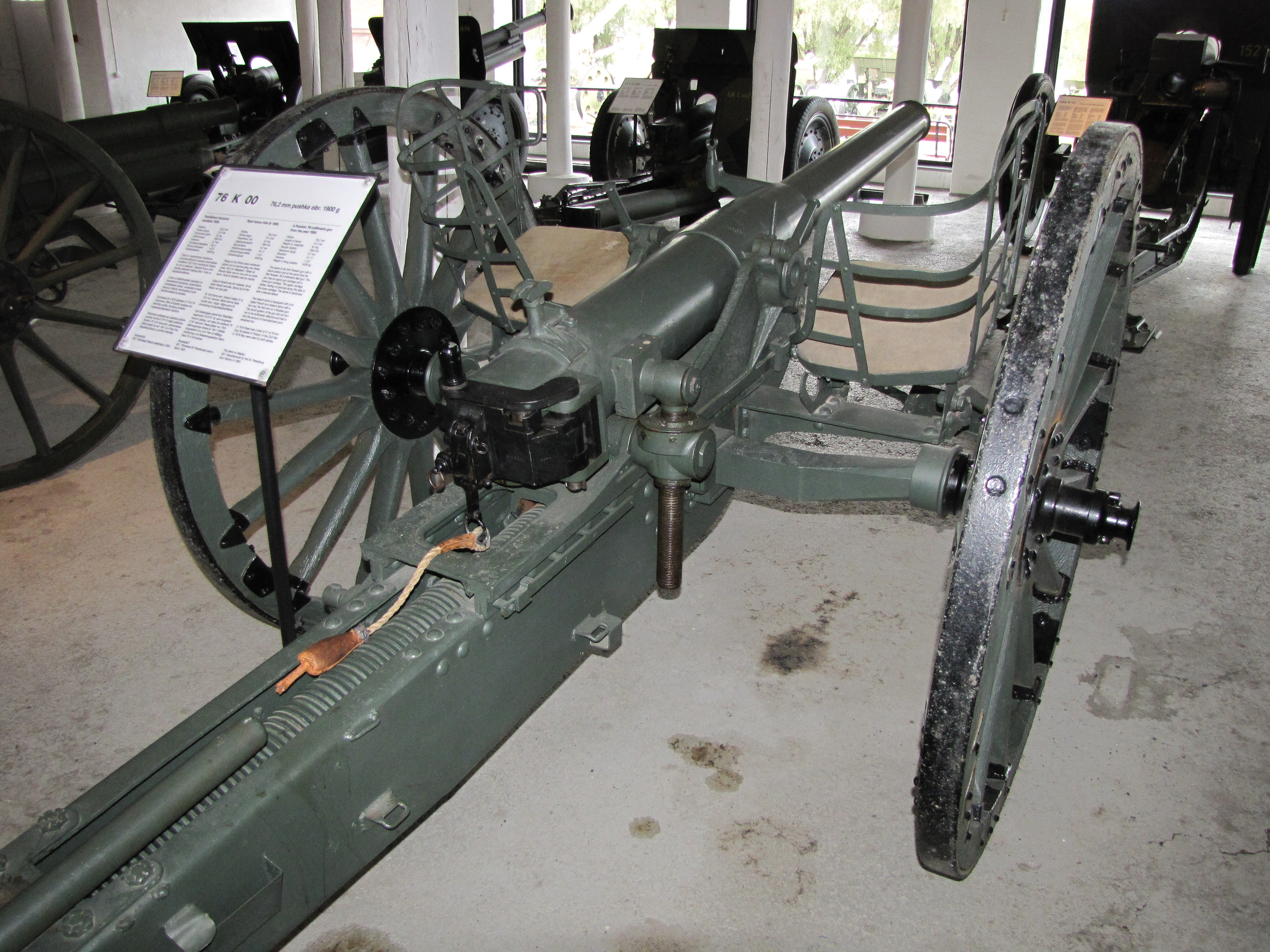
Ein M1900 im Finnischen Artilleriemuseum Hämeenlinna
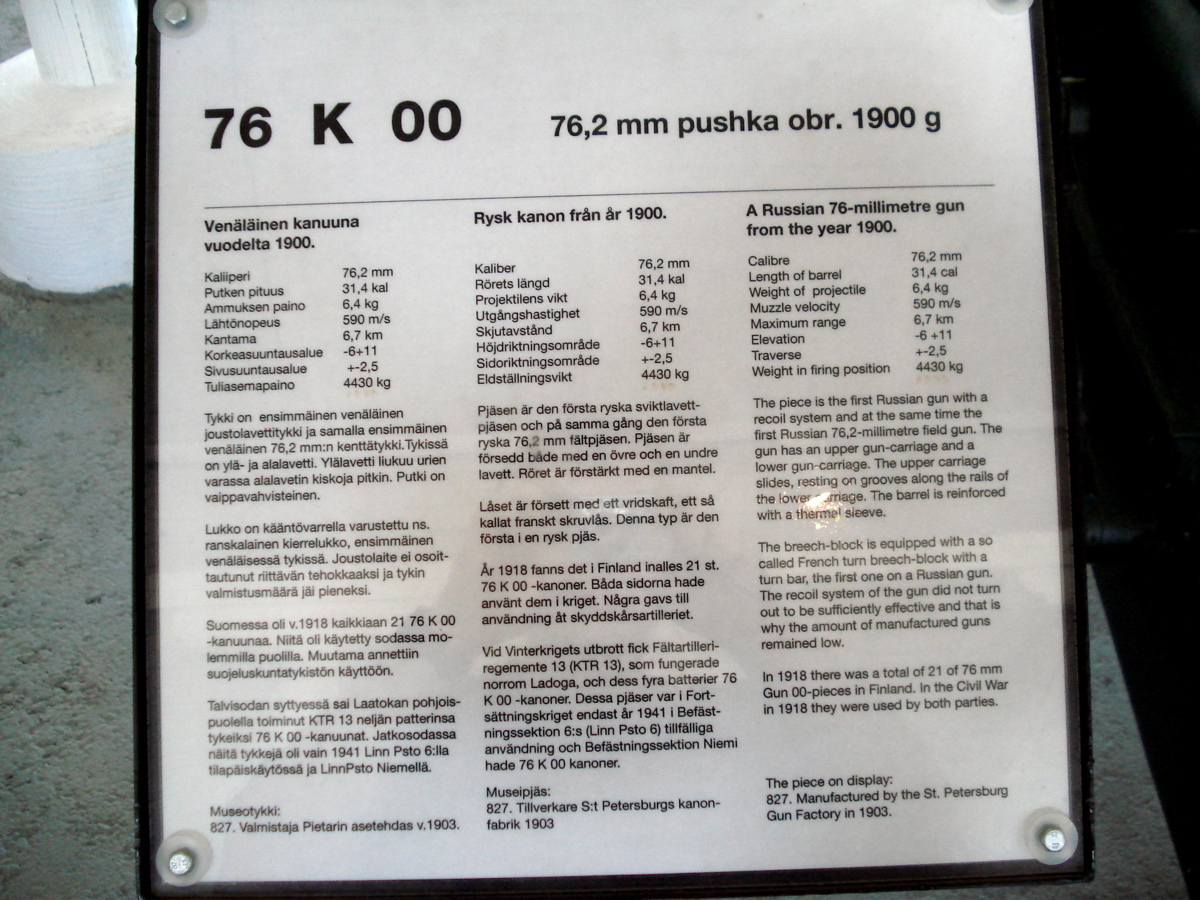
Infotafel des M1900 im Finnischen Artilleriemuseum Hämeenlinna
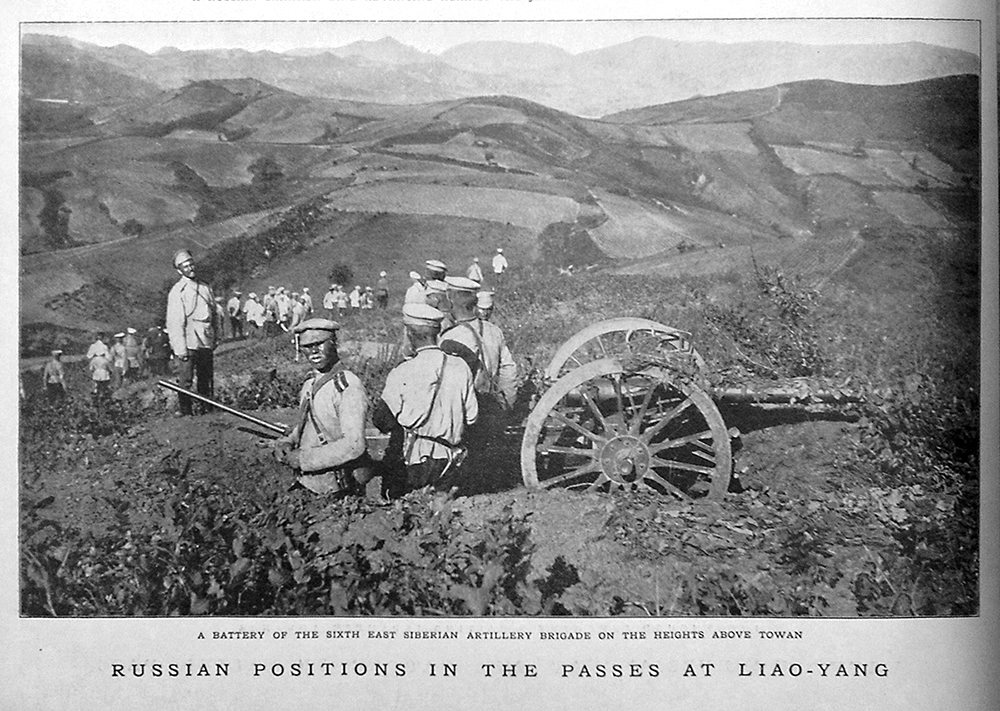
Eingegrabene M1900 des 3. Sibirischen Armeekorps, 1904
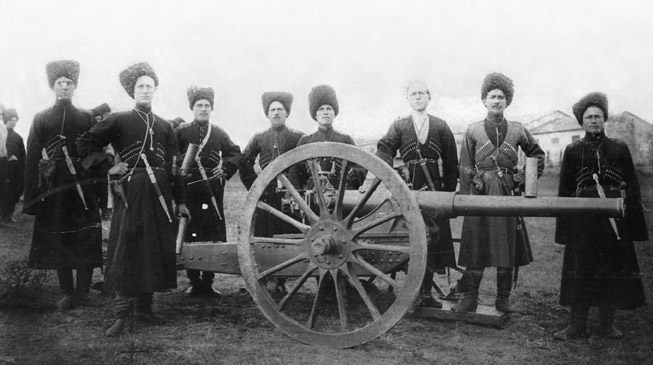
Kosaken mit einem M1900, 1914